# Selenia grandis
Selenia grandis är en korsblommig växtart som beskrevs av R.F. Martin. Selenia grandis ingår i släktet Selenia och familjen korsblommiga växter. Inga underarter finns listade i Catalogue of Life.